# Tomomi Matsuo
Tomomi Matsuo (jap. 松尾 知美, Matsuo Tomomi; * 15. August 1968 in der Präfektur Kumamoto)  ist eine ehemalige Badmintonspielerin aus Japan.

## Karriere
Matsuo machte international das erste Mal auf sich aufmerksam, als sie sich im Damendoppel mit Kyoko Sasage für die Olympischen Sommerspiele 1992 qualifizieren konnte. In der ersten Runde gewannen beide bei Olympia gegen die Bulgarinnen Diana Filipova und Diana Koleva mit 2:0 Sätzen. In der folgenden Runde unterlagen die Japanerinnen jedoch Finarsih und Lili Tampi ebenso deutlich in zwei Sätzen, so dass am Ende Platz 9 zu Buche schlug.
Zwei Jahre später erkämpfte sich das Damendoppel bei den Asienspielen im Badminton mit Bronze die einzige Medaille bei Großveranstaltungen.
National siegten Matsuo und Sasage 1991 im Damendoppel. 1991 gewann Matsuo auch ihren einzigen Titel im Dameneinzel. Mit Masako Sakamoto erkämpfte sich Tomomi Matsuo zwei weitere Doppeltitel 1994 und 1995, was erneut die Qualifikation für Olympia sicherte. Aber auch 1996 war im Achtelfinale Endstation, was gleichbedeutend mit Platz 9 war.